# Hunua Falls
Die Hunua Falls sind ein Wasserfall in der Region Auckland auf der Nordinsel Neuseelands. Er liegt am westlichen Rand der Hunua Ranges im Lauf des Wairoa River, der unterhalb des Wasserfalls die Ortschaft Clevedon durchfließt, bevor er in den Hauraki Gulf mündet. Seine Fallhöhe über eine einzelne Stufe beträgt rund 30 Meter.
Der Wasserfall ist ein beliebtes Ausflugsziel und in rund 45 bis 60 Autominuten von Auckland erreichbar. Vom Besucherparkplatz führt der Hunua Falls Upper Lookout Walk in 30 Minuten zu einem Aussichtspunkt oberhalb der basaltischen Fallkante. Der Hunua Falls Lookout Walk ermöglicht dagegen in 15 Minuten den Zugang zum Auslaufbecken.